# Port lotniczy Reales Tamarindos
Port lotniczy Reales Tamarindos – port lotniczy położony w mieście Portoviejo, w Ekwadorze.